# Liste der Flaggen im Landkreis Freudenstadt
Diese Liste beinhaltet alle Flaggen im Landkreis Freudenstadt in Baden-Württemberg.
In Baden-Württemberg werden zweibahnige Flaggen verliehen, deren Farben den Wappenfarben entsprechen. Dabei wird oft als erste Farbe der Flagge (links vom Betrachter) die Farbe der Wappenfigur und als zweite Farbe die des Wappengrundes genommen. Flaggen, die vor Inkrafttreten der deutschen Gemeindeordnung 1935 geführt wurden, dürfen beibehalten werden, auch wenn diese nicht den heutigen Bestimmungen in Baden-Württemberg entsprechen.

## Landkreis Freudenstadt
| Landkreis              | Flagge | Kommentare |
| Landkreis Freudenstadt |        | Wappen am 3. September 1973 vom Innenministerium verliehen: „In Gold (Gelb) ein linksgekehrter balzender, rot bewehrter schwarzer Auerhahn auf schwarzem Ast.“ Flagge: Schwarz-Gelb. |

## Flaggen der Städte im Landkreis Freudenstadt
| Stadt          | Flagge | Kommentare |
| Alpirsbach     |        | Abtsstab in Siegel von 1827, Tingierung ab 1900 nachweisbar. Flagge seit 1953 gebräuchlich. Wappen und Flagge am 13. August 1976 vom Landratsamt Freudenstadt neu verliehen: „In Blau ein aus dem Unterrand emporkommender goldener (gelber) Abtsstab.“ Flagge: Gelb-Blau. |
| Dornstetten    |        | Von Dornzweigen umgebenes, württembergisches Wappen in Siegel von 1352; Dornstrauch im Wappen ab Ende des 16. Jahrhunderts, Hirschstange im Schildhaupt ab 1593. Wappen mit Flagge am 30. Dezember 1976 vom Landratsamt Freudenstadt neu verliehen: „In Gold (Gelb) unter einer liegenden schwarzen Hirschstange ein schwarzer Dornstrauch.“ Flagge: Schwarz-Gelb. |
| Freudenstadt   |        | Ungeteilter, roter Schild, goldene Fische, schwarze Hirschstange und F seit 1601; Hirschstange im goldenen Schildhaupt seit dem 17. Jahrhundert; heutige Tingierung um 1926. Flagge im Februar 1950 vom Staatsministerium Württemberg-Hohenzollern verliehen: „Unter goldenem (gelbem) Schildhaupt, worin eine schwarze Hirschstange, in Rot zwischen zwei pfahlweis abgekehrten silbernen (weißen) Fischen ein goldener (gelber) Großbuchstabe F.“ Flagge: Rot-Weiß. |
| Horb am Neckar |        | Hohenbergisches Wappen weitergeführt, ab 1308 in Siegeln, seit dem 16. Jahrhunderts außerhalb Siegel: „Von Silber (Weiß) und Rot geteilt.“ Flagge: Weiß-Rot. |

## Flaggen der Gemeinden im Landkreis Freudenstadt
| Gemeinde                 | Flagge | Kommentare |
| Bad Rippoldsau-Schapbach |        | Wappen und Flagge am 3. März 1978 vom Landratsamt Freudenstadt verliehen: „In Silber (Weiß) eine eingebogene grüne Spitze, worin ein silberner (weißer) Schalenbrunnen mit aufsteigendem silbernen (weißen) Wasserstrahl, vorn eine bewurzelte grüne Tanne mit schwarzem Stamm, hinten ein aufgerichteter, rot bewehrter und rot bezungter schwarzer Wolf.“ Flagge: Grün-Weiß.         |
| Baiersbronn              |        | Brunnen in Siegeln seit Ende des 19. Jahrhunderts. Wappen und Flagge am 15. November 1956 vom Innenministerium verliehen: „In Blau ein laufender silberner (weißer) Röhrenbrunnen mit zwei Röhren.“ Flagge: Weiß-Blau. |
| Empfingen                |        | Wappen im Mai 1948 angenommen, am 27. Oktober 1950 vom Innenministerium Württemberg-Hohenzollern verliehen. Flagge am 6. Mai 1988 vom Landratsamt Freudenstadt verliehen: „In gold (gelb) bordiertem schwarzen Schild ein gestürzter goldener (gelber) Anker.“ Flagge: Gelb-Schwarz.                                                                                                   |
| Eutingen im Gäu          |        | Wappen und Flagge am 27. September 1976 vom Landratsamt Freudenstadt verliehen: „In geteiltem Schild oben in Silber (Weiß) ein dreiblättriger grüner Zweig, unten in Rot ein schwebender, nackter silberner (weißer) Rechtarm.“ Flagge: Weiß-Rot. |
| Glatten                  |        | Mühlrad als Wappensymbol im Jahre 1931 angenommen, Tingierung im Jahre 1952 festgelegt: „In von Rot und Silber (Weiß) geteiltem Schild ein vierspeichiges, zwölfschaufeliges Mühlrad in verwechselten Farben.“ Flagge: Rot-Weiß. |
| Grömbach                 |        | |
| Loßburg                  |        | Wappen im Jahre 1920 angenommen. Flagge am 17. Februar 1964 vom Innenministerium verliehen: „In Blau auf grünem Hügel ein silberner (weißer) Zinnenturm, darüber der silberne (weiße) lateinische Großbuchstabe L.“ Flagge: Weiß-Blau. |
| Pfalzgrafenweiler        |        | Wappenbild in Siegeln mit Krone im oder über dem Schild seit 1835, Tingierung am 9. Juni 1952 festgelegt: „In Rot unter einer goldenen (gelben) Krone zwei schräggekreuzte goldene (gelbe) Beile.“ Flagge: Gelb-Rot. |
| Schopfloch               |        | Wappen und Flagge am 4. Juli 1978 vom Landratsamt Freudenstadt verliehen: „Unter goldenem (gelbem) Schildhaupt, worin eine schwarze Hirschstange, in Rot ein goldenes (gelbes) Tatzenkreuz mit je drei schwarzen Punkten an den Enden der Arme.“ Flagge: Gelb-Rot. |
| Seewald                  |        | Wappen des Ortsteils Hochdorf weitergeführt, Auerhahn im Jahre 1948 als Wappentier Hochdorfs gewählt, am 27. April 1949 vom Innenministerium Württemberg-Hohenzollern verliehen. Wappen mit Flagge am 4. Juli 1978 vom Landratsamt Freudenstadt neu verliehen: „In Silber ein rot bewehrter schwarzer Auerhahn auf einem durchgehenden schwarzen Ast.“ Flagge: Schwarz-Weiß, Rot-Weiß. |
| Waldachtal               |        | Wappen und Flagge am 3. März 1978 vom Landratsamt Freudenstadt verliehen: „In Grün ein silberner (weißer) Wellenschrägbalken, begleitet oben von einem goldenen (gelben) Stern, unten von einem fünfblättrigen goldenen (gelben) Lindenzweig.“ Flagge: Weiß-Grün. |
| Wörnersberg              |        | Wappen und Flagge am 23. Februar 1960 vom Innenministerium verliehen: „In Gold (Gelb) auf grünem Hügel eine rote Kirche zwischen zwei grünen Tannen.“ Flagge: Grün-Gelb, Rot-Gelb. |